# Sida paradoxa
Sida paradoxa är en malvaväxtart som beskrevs av A. P. Rodrigo. Sida paradoxa ingår i släktet sammetsmalvor, och familjen malvaväxter. Inga underarter finns listade i Catalogue of Life.